# Premiile Academiei Române pentru anul 2005
Premiile Academiei Române pentru anul 2005 au fost acordate în decembrie 2007, în Aula Academiei Române.
Sunt indicate obiectul acordării premiului, cel mai adesea o lucrare, autorul acesteia și țara de reședință a autorului. În cazul în care nu este indicată țara, autorul este din România.

## I. Filologie și Literatură

### Premiul „Timotei Cipariu”
- Lucrarea: Gramatica Limbii Române - Autori: Raluca Brăescu, Elena Carabulea, Blanca Croitor Balaciu, Andreea Dinică, Mihaela Gheorghe, Adriana Gorăscu, Dana Manea, Margareta Manu Magda, Isabela Nedelcu, Magdalena Popescu-Marin, Ileana Vântu

### Premiul „Bogdan Petriceicu Hașdeu”
- Lucrarea: Dicționarul Ortografic, Ortoepic și Morfologic al Limbii Române - Autori: Cristiana Aranghelovici, Mioara Popescu, Marina Rădulescu

### Premiul „Mihai Eminescu”
- Lucrarea: Circul domestic - Autor: Claudiu Komartin

### Premiul „Titu Maiorescu”
- Lucrarea: Sorin Titel, Opere fundamentale (Seria Pleiade) - Autor: Cristina Balinte
- Lucrarea: Ștefan Bănulescu, Opere fundamentale - Autor: Oana Soare

### Premiul „Ion Creangă”
- Lucrarea: Cruciada copiilor - Autor: Florina Iliș
- Lucrarea: O limbă comună - Autor: Ștefan Stoica

### Premiul „Lucian Blaga”
- Lucrarea: Mircea Eliade - un prizonier al Istoriei - Autor: Florin Țurcanu
- Lucrarea: Istoria literaturii române contemporane - Autor: Alex Ștefănescu

## II. Științe Istorice și Arheologie

### Premiul „Vasile Pârvan”
- Lucrarea: Daci pe cursul mijlociu al Mureșului (sfârșitul sec. II a. Chr. - începutul sec. II p. Chr.) - Autor: Gabriela Gheorghiu
- Lucrarea: Populația spațiului pruto-nistrean în secolele VIII-IX - Autor: Sergiu Musteață (Republica Moldova)

### Premiul „Dimitrie Onciul”
- Lucrarea: Teritoriul nord-est carpatic în a doua jumătate a primului mileniu creștin - Autor: Mugur Andronic

### Premiul „Nicolae Iorga”
- Lucrarea: Femeile din Moldova, Transilvania și Țara Românească în Evul Mediu - Autor: Șarolta Soican
- Lucrarea: Princeps Omni Laude Maior. O istorie a lui Ștefan cel Mare - Autori: Ștefan S. Gorovei, Maria Magdalena Szekely

### Premiul „Nicolae Bălcescu”
- Lucrarea: Mareșalul Alexandru Averescu, militarul, omul politic, legenda - Autor: Petre Otu

### Premiul „Gheorghe Barițiu”
- Lucrarea: Stalinizarea României. Republica Populară Română 1948-1950: transformări instituționale - Autor: Nicoleta Ionescu - Gură

### Premiul „Mihail Kogălniceanu”
- Lucrarea: Evoluția Dobrogei între 1918-1944. Contribuții la cunoașterea problemelor geopolitice, economice, demografice, sociale și ale vieții politice și militare - Autor: Valentin Ciorbea
- Lucrarea: Deceniul stalinist. Colectivizarea în fața istoriei - Autor: Cezar Avram

### Premiul „Alexandru D. Xenopol”
- Lucrarea: Istoria civilizației britanice, 3 vol. - Autor: Adrian Nicolescu

### Premiul „Eudoxiu Hurmuzaki”
- Lucrarea: Relațiile româno-chineze 1880-1974. Documente - Autori: Romulus loan Budura (coord.), lolanda Țighiliu, Camelia Moraru, Constantin Moraru, Costin Ionescu

## III. Științe Matematice

### Premiul „Simion Stoilow”
- Lucrarea: Estimates for the stable dimension for holomorphic maps - Autor: Eugen Mihăilescu
- Lucrarea: Approximation theory using positive linear operators - Autor: Radu Păltânea

### Premiul „Gheorghe Țițeica”
- Lucrarea: Elliptic curves and sieve methods - Autor: Alina Cojocaru
- Grupul de lucrări: Sisteme dinamice parțial hiperbolice - Autor: Viorel Nițică

### Premiul „Gheorghe Lazăr”
- Lucrarea: Deformarea pânzelor elastice Cosserat - Autor: Mircea Bîrsan
- Lucrarea: Damian Trif: Basics of fluid mechanics and introduction to computational fluid dynamics - Autor: Titus Petrila

### Premiul „Spiru Haret”
- Lucrarea: Modelarea matematică a propagării fisurilor - Autor: Eduard-Marius Crăciun
- Lucrarea: Optimizare vectorială - Autor: Nicolae Popovici

## IV. Științe Fizice

### Premiul „Dragomir Hurmuzescu”
- Lucrarea: Materiale nano-structurate: preparare și caracterizarea proprietăților fizice - Autori: Victor Ciupină, Gabriel Prodan

### Premiul „Constantin Miculescu”
- Lucrarea: Studiul prin spectroscopie Raman a nanoparticulelor de carbon - fulerană și nanotuburi de carbon - Autori: Nicoleta Preda, Timucin Velula

### Premiul „Horia Hulubei”
- Lucrarea: Studii experimentale privind cristalele fotonice - Autor: Valentin Bama

### Premiul „Ștefan Procopiu”
- Lucrarea: Materiale supraconductoare oxidice cu temperatură de tranziție înaltă - Autor: Aurel V. Pop

## V. Științe Chimice

### Premiul „Gheorghe Spacu”
- Lucrarea: Contribuții aduse în domeniul ingineriei cristaline a sistemelor supramoleculare polimetalice - Autor: Augustin Mădălan

### Premiul „Costin D. Nenițescu”
- Lucrarea: Compuși siloxan-organici cu proprietăți speciale - Autor: Carmen Racleș

### Premiul „I.G. Murgulescu”
- Lucrarea: Fluctuații rotaționale ale moleculelor de apă în nanoporii sitelor moleculare de tip SBA - Autor: Ligia Frunză
- Pentru grupul de lucrări: Sisteme moleculare organizate studiate prin metode spectroscopice - Autor: Gabriela Ioniță

### Premiul „Nicolae Teclu”
Premiul nu a fost acordat.

## VI. Științe Biologice

### Premiul „Emil Racoviță”
- Lucrarea: Grup de lucrări asupra taxonomiei și biogeografiei speciilor din două grupe de Artropode (Oniscidea, Diplopoda) din peșterile și mediile subterane din România (2001, 2002, 2003, 2004, 2005) - Autor: Andrei Giurginca & colaboratori

### Premiul „Emanoil Teodorescu”
- Lucrarea: Habitatele din România - Autori: Nicolae Doniță, Aurel Popescu, Mihaela Paucă-Comănescu, Simona Mihăilescu, Iovu-Adrian Biriș

### Premiul „Grigore Antipa”
Premiul nu a fost acordat.

### Premiul „Nicolae Simionescu”
Premiul nu a fost acordat.

## VII. Științe Geonomice

### Premiul „Grigore Cobălcescu”
- Lucrarea: Studiul geologic al Formațiunii de Gura Șoimului din Pânza de Vrancea (sectorul Valea Moldovei - Valea Tazlăului) - Autor: Liviu Gheorghe Popescu
- Lucrările: 1. Revizion of the fossil fishes of the family Zeidae (Zeiformes); 2. Revizion of the fossil fishes of the family Caproidae - Autori: Dorin-Sorin Baciu, Alexandre F. Bannikov (Rusia), James C. Tyler (SUA)

### Premiul „Ludovic Mrazec”
- Lucrările: 1. Procesul de zeolitizare a tufurilor vulcanice din România. Aspecte geochimice (vol. I) 2. Modelarea teoretică și experimentală a procesului de zeolitizare (vol. II) - Autori: Dumitru Bulgariu, Laura Bulgariu

### Premiul „Ștefan Hepites”
- Lucrarea: Source parameters of weak crustal earthquakes of the Vrancea region from short period waveform inversion - Autori: Luminița Ardeleanu, Mircea Radulian, Jan Sileny (Cehia), Giuliano Francesco Panza (Italia)

### Premiul „Simion Mehedinți”
- Lucrarea: Regiunea transfrontalieră româno-ucrainiană a Maramureșului - Autor: Nicolae Boar

### Premiul „Gheorghe Munteanu-Murgoci”
Premiul nu a fost acordat.

## VIII. Științe Tehnice

### Premiul „Aurel Vlaicu”
- Lucrarea: Nonlinear effects in seismic risk assessment - Autori: Gheorghe Mărmureanu, Florin-Ștefan Bălan, Carmen Ortanza Cioflan, Bogdan Apostol, Alexandru Mărmureanu

### Premiul „Constantin Budeanu”
- Lucrarea: Algoritmi și arhitecturi VLSI pentru transformatele DCT/DST - Autori: Doru-Florin Chiper, M.N.S. Swamy (Canada), M.O. Ahmad (Canada), Thanos Stouraitis (Grecia)

### Premiul „Anghel Saligny”
Premiul nu a fost acordat.

### Premiul „Henri Coandă”
Premiul nu a fost acordat.

### Premiul „Traian Vuia”
Premiul nu a fost acordat.

## IX. Științe Agricole și Silvice

### Premiul „Ion Ionescu de la Brad”
- Lucrarea: Vignobles et vins de Roumanie - Vineyards and Wines of Romania - Autori: Valeriu D. Cotea, Neculai Barbu, Constantin C. Grigorescu, Valeriu V. Cotea

### Premiul „Traian Săvulescu”
- Lucrarea: Semiologie medicală veterinară - Autor: Constantin Falcă

### Premiul „Gheorghe Ionescu-Șișești”
- Lucrarea: Fitotehnie - Autor: Valeriu Tabără

### Premiul „Marin Drăcea”
Premiul nu a fost acordat.

## X. Științe Medicale

### Premiul „Iuliu Hațieganu”
- Lucrarea: Artropatiile hemofilice - Autori: Dan V. Poenaru, Margit Șerban, Ioan Lucian Branea

### Premiul „Victor Babeș”
- Lucrarea: Studiul celulelor stem - Autor: Mihaela Chivu
- Lucrarea: Presenilinele în apoptoza neuronală - Autor: Bogdan Ovidiu Popescu

### Premiul „Constantin I. Parhon”
- Lucrarea: Alimentația omului sănătos și bolnav - Autor: Maria Mota

### Premiul „Daniel Danielopolu”
- Lucrarea: Evaluarea pronosticului după infractul miocardic acut - Autor: Șerban Bălănescu

### Premiul „Gheorghe Marinescu”
Premiul nu a fost acordat.

### Premiul „Ștefan S. Nicolau”
Premiul nu a fost acordat.

## XI. Științe Economice, Juridice și Sociologie

### Premiul „Petre S. Aurelian”
- Lucrarea: Relațiile economice româno-ruse - Autori: Vasile V. Ghișa, Ion Stoian

### Premiul „Virgil Madgearu”
- Lucrarea: Globalizare și transfer de tehnologie - Autor: Vladimir Țicovschi

### Premiul „Victor Slăvescu”
- Lucrarea: Ion Răducanu. Opera și viața - Autor: Maria Mureșan

### Premiul „Dimitrie Gusti”
- Lucrarea: Ce fel de bunăstare își doresc românii - Autor: Mălina Voicu

### Premiul „Simion Bărnuțiu”
- Lucrarea: Ficțiunile juridice - Autor: Ion Deleanu

### Premiul „Andrei Rădulescu”
- Lucrarea: Drept civil. Teoria generală a actelor cu titlu gratuit - Autori: Ion Dogaru (coord.), Sevastian Cercel, Gheorghe Danișor, Dan Claudiu Danișor, Manuela Istrătoaie, Roberta Nițoiu, Mari-Marieta Soreață, Cristina Stanciu

### Premiul „Nicolae Titulescu”
- Lucrarea: Teoria generală a obligațiilor civile - Autori: Radu Motica, Emest Lupan

## XII. Filosofie, Teologie, Psihologie și Pedagogie

### Premiul „Vasile Conta”
- Lucrarea: Teoria praxemului. O introducere în analiza praxionomică - Autor: Gheorghe Novac

### Premiul „Ion Petrovici”
- Lucrarea: Între libertate și datorie - Autor: Nicolae Brânzea

### Premiul „C. Rădulescu-Motru”
- Lucrarea: Ergonomie cognitivă și interacțiune om-calculator - Autori: Gheorghe Iosif, Ana-Maria Marhan
- Lucrarea: C. Rădulescu-Motru. Viața și faptele sale - Autor: Constantin Schifirneț

### Premiul „Mircea Florian”
- Lucrarea: Filosofia și metodologia imaginarului - Autori: Ionel Bușe, Ion Pogorilovschi

## XIII. Arte, Arhitectură și Audiovizual

### Premiul „George Enescu”
- Lucrarea: Traum lieder. Trei lieduri pentru voce, flaut și trio de coarde - Autor: Carmen-Maria Câmeci

### Premiul „Ciprian Porumbescu”
- Lucrarea: Spectromorfii în partituri palestriniene și bachiene - Autor: Teodor Țuțuianu

### Premiul „George Oprescu”
- Lucrarea: Constanța 1878-1928. Spectacolul modernității târzii - Autor: Doina Păuleanu

### Premiul „Ion Andreescu”
- Pentru întreaga creație - Autor: Horea Paștina

### Premiul „Simion Horea Marian”
- Lucrarea: Catolicii din Moldova. Universul culturii populare - Autor: Ion H. Ciubotaru

### Premiul „Aristizza Romanescu”
- Pentru întreaga creație teatrală și cinematografică - Autor: Alexa Visarion

## XIV. Știința și Tehnologia Informației

### Premiul „Gheorghe Cartianu”
- Lucrarea: Conectivitatea camerelor digitale la rețele de date - Autor: Petronel Bîgio
- Lucrarea: Early Warning System for Strong Earthquakes - Autor: Institutul Național de Cercetare-Dezvoltare pentru Fizica Pământului

### Premiul „Tudor Tănăsescu”
- Lucrarea: Mulțimi invariante la flux în analiza dinamicii sistemelor - Autori: O. Pâstrâvanu, M.H. Matkovschi
- Lucrarea: Le Gouvernement électronique (Concepts Appliqués en Roumanie) - Autori: Doina Banciu, Dan Nica

### Premiul „Grigore Moisil”
- Lucrarea: Rank distance in computational linguistics - Autor: Liviu Petrișor Dinu
- Grup de lucrări din domeniul „Inteligenței Artificiale” - Autor: Liviu Badea